# Brush Script
Brush Script é uma família de fontes, script, criada por Robert E. Smith em 1942.

## Presença
- Brush Script MT Italic - Mac OS X 10.4

## Recepção
Brush Script foi classificada como # 3 entre as menos favoritas "Least Favourite", na pesquisa de designers de 2007, conduzida por Anthony Cahalan, sendo conduzida como "mal usada ou usada demais", "feia", "chata, datada, impraticável ou clichê". Também foi classificada como # 5 na lista "As piores fontes do mundo" no livro de 2010 de Simon Garfield.